# Banque centrale du Nicaragua
La Banque centrale du Nicaragua est la banque centrale du Nicaragua, Comme les autres banques centrales, sa mission principale est de rechercher la stabilité financière dans le pays. Il n’est pas lié au Département du Trésor, car il s’agit d’une institution autonome.

## Histoire
La BCN a commencé ses activités en janvier 1961, en assumant la responsabilité de l'émission monétaire, qui jusqu'alors était assurée par la Banque nationale du Nicaragua (BNN). La création de la Banque et le début de ses opérations ont constitué un événement important pour le Nicaragua, car à cette époque, il était l'un des rares pays à ne pas disposer d'une banque centrale.
À différents moments, la BCN a été confrontée à des situations difficiles et de forte pression, qui ont eu un impact sur l’institution et sur l’économie nicaraguayenne. Parmi eux, il faut citer le tremblement de terre de 1972, la guerre qui a dévasté le pays dans les années 1980, les faillites bancaires entre 1999 et 2001, ainsi que plusieurs crises financières internationales. Cependant, elle a émergé en assumant le leadership en tant qu'entité régulatrice du système monétaire et en contribuant de manière décisive au développement économique et social du pays.